# Manfred-Wörner-Zentrum
Das Manfred-Wörner-Zentrum (MWZ) ist das 2000 eingeweihte Planübungszentrum der Führungsakademie der Bundeswehr (FüAkBw) in Hamburg-Nienstedten und ist in der Clausewitz-Kaserne gelegen.

## Namensgebung
Das Planübungszentrum wurde 2003 durch Enthüllung einer Büste unter Anwesenheit der Witwe Elfie Wörner nach dem ehemaligen Bundesminister der Verteidigung und NATO-Generalsekretär, Oberstleutnant der Reserve der Luftwaffe Manfred Wörner (1934–1994), benannt. Dieser gilt heute vielen als wichtiger Staatsmann und Visionär. Seine Büste ist seit 2003 im Foyer zu finden.

## Gebäudeentstehung
Es wurde durch das Amt für Bauordnung und Hochbau (ABH) der Hamburger Behörde für Stadtentwicklung und Umwelt Anfang der 1990er Jahre in ganz Europa ausgeschrieben. Das Architekten-Contor Schäfer-Agather-Scheel aus Kiel (heute: Agather-Bielenberg in Hamburg) gewann den 1. Preis beim Wettbewerb. Der Neubau wurde dann von Oktober 1996 bis Oktober 1998 fertiggestellt. Die Gesamtkosten beliefen sich dabei auf ca. 13 Millionen Euro. Am 22. August 2000 wurde das Zentrum feierlich durch die parlamentarische Staatssekretärin beim Bundesminister der Verteidigung Brigitte Schulte eingeweiht.
Das zweigeschossige Gebäude ist als Solitär und damit frei stehendes Gebäude in einer parkähnlichen Umgebung errichtet worden. Die Größe beläuft sich auf 6.350 m². Im Stil wurde darauf geachtet, sowohl eine ruhige Einheit mit einer axialen militärischen Liegenschaft zu erreichen, als auch deren technischen Ausbildungscharakter zu entsprechen. Dafür wurde Glas- und Metallmaterialien sowie Sichtbeton und helles Holz verwendet. Ein Sonnenschutz wurde an der Fassade angebracht.
Im Zentrum des Raumes befindet sich ein rundes Auditorium, daneben der Haupteingang und die Seminarräume. Nördlich wurde ein Innenhof integriert, der den Ausbildungsbereich als Ruhepol ergänzen sollte.

## Ausstattung

### Simulationstechnik
Die Einrichtung verfügt über mehr als 200 Computerarbeitsplätze in acht Räumen. Es wird modernste und in der Konzentration einmalige Simulationstechnologie verwendet. In einer High-End-Umgebung ermöglicht die Ausstattung Video- und Audioübertragungen. Aufträge in der Ausbildung können virtuell geplant, umgesetzt und einer Fehleranalyse unterzogen werden. Auf digitaler Kartografie können einzelne Truppenbewegungen simuliert werden, um so eine realitätsnahe Situation aufzuzeigen. Die Teilnehmer werden während einer Übung zu Auswertezwecken u. a. in Fernsehinterviews, Lagevorträgen und Briefings geschult.

### Gneisenau-Saal
Nach dem preußischen Generalfeldmarschall und Heeresreformer August Neidhardt von Gneisenau (1760–1831) ist der Vortrags- und Versammlungsraum benannt worden, der regelmäßig genutzt wird. Er verfügt über 300 Sitzplätze und wiederum über Video- und Audiosysteme, inklusive eines extra Tonstudios mit Schnitt- und Produktionsoption für Kurzfilme, Nachrichten und Trailer. Es kann in den Saal bei Bedarf simultan übersetzt und weltweite Videokonferenzen geschaltet werden.

## Veranstaltungen
Hochrangige Persönlichkeiten wie der Bundespräsident Joachim Gauck, Altbundeskanzler Gerhard Schröder, Bundesverteidigungsminister Thomas de Maizière und der Geschäftsführer des American Jewish Committee David Harris waren hier zu Gast. Veranstaltungen u. a. der Deutsch Atlantischen Gesellschaft wurden im Manfred-Wörner-Zentrum abgehalten.